# Phyllostegia mannii
Phyllostegia mannii är en kransblommig växtart som beskrevs av Earl Edward Sherff. Phyllostegia mannii ingår i släktet Phyllostegia och familjen kransblommiga växter. Inga underarter finns listade i Catalogue of Life.